# 神戸市立成徳小学校
神戸市立成徳小学校（こうべしりつ せいとくしょうがっこう）は、兵庫県神戸市灘区備後町1丁目にある公立小学校。

## 沿革
- 1930年（昭和5年）7月 - 灘区備後町1丁目にて校舎起工。
- 1932年（昭和7年）2月 - 校名を成徳尋常小学校とする。
- 1932年（昭和7年）4月 - 六甲仮校舎で開校式を挙行。
- 1932年（昭和7年）6月 - 本校舎へ移転。校章制定。
- 1933年（昭和8年）5月 - 校歌制定。[1]
- 1938年（昭和13年）4月1日 - 神戸市立高羽尋常小学校（現・高羽小学校）を分離。
- 1938年（昭和13年）7月 - 阪神大水害により、校地の一部が陥没。
- 1941年（昭和16年）4月1日 - 国民学校令により、神戸市立成徳国民学校に改称。
- 1944年（昭和19年）8月 - 淡路島方面へ集団疎開開始。
- 1945年（昭和20年）5月 - 神戸大空襲により、校舎が一部炎上（消火に成功）。佐用方面へ集団疎開開始。（同年11月に引き揚げ）
- 1947年（昭和22年）4月1日 - 学制改革により、神戸市立成徳小学校に改称。
- 1993年（平成5年）4月 - 校舎の全面改築に着工。
- 1995年（平成7年）1月17日 - 阪神・淡路大震災発生。
- 1995年（平成7年）9月 - 新校舎へ移転。
- 1996年（平成8年）11月 - 新校舎竣工記念式を挙行。
- 2000年（平成12年）9月 - 成徳マナビィひろば開講。[2]

## 通学区域
神戸市灘区。校区と進学先中学校は以下の通り。
- 神戸市立鷹匠中学校
  - 記田町1 - 5丁目、桜口町1 - 5丁目、徳井町1 - 5丁目、中郷町1 - 5丁目、備後町1 - 5丁目、深田町1 - 4丁目、大和町1 - 5丁目
- 神戸市立烏帽子中学校
  - 友田町1 - 5丁目、浜田町1 - 4丁目

## 校区内の主な施設
- 神戸市 灘区役所
- 大和公園
- 灘警察署 徳井交番

## 交通
- 東海道本線（JR神戸線）六甲道駅から東へ300m
- 神戸市バス 「徳井」から北西へ300m

## 著名な卒業生
- 野坂昭如（小説家、火垂るの墓 著者）
- 宮内義彦（実業家、オリックス社長、会長）

## 通学区域が隣接している学校
- 神戸市立高羽小学校
- 神戸市立灘小学校
- 神戸市立西郷小学校
- 神戸市立御影小学校
- 神戸市立御影北小学校